# Pristimantis sanctaemartae
Espèce
Synonymes
- Eleutherodactylus sanctaemartae Ruthven, 1917

Statut de conservation UICN

 NT  : Quasi menacé
Pristimantis sanctaemartae est une espèce d'amphibiens de la famille des Craugastoridae.

## Répartition
Cette espèce est endémique du versant Ouest de la Sierra Nevada de Santa Marta en Colombie. Elle se rencontre dans les départements de Magdalena, de Cesar et de La Guajira entre 1 100 et 2 600 m d'altitude.

## Description
L'holotype mesure 36,75 mm.

## Étymologie
Son nom d'espèce lui a été donné en référence au lieu de sa découverte, la Sierra Nevada de Santa Marta.

## Publication originale
- Ruthven, 1917 : Two new species of Eleutherodactylus from Colombia. Occasional papers of the Museum of Zoology University of Michigan, no 39, p. 1-6 (texte intégral).